# Bernát Heller

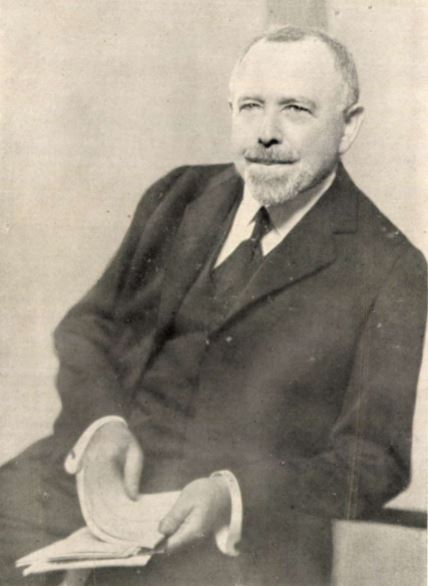
Bernát Heller

Bernát Heller (geboren 16. März 1871 in Nagybiccse, Königreich Ungarn, heute Slowakei; gestorben 26. Februar 1943 in Budapest, Ungarn) war ein jüdischer ungarischer Gelehrter, Orientalist, Arabist und Literaturhistoriker.

## Leben und Wirken
Bernát Heller absolvierte seine gymnasiale Ausbildung an einer jüdischen Mittelschule. 1894 wurde er promoviert. 1896 wurde er zum Rabbiner ordiniert und begann im selben Jahr eine Tätigkeit als Deutsch- und Französischlehrer an einer staatlichen Mittelschule. 1919 wurde er zum Direktor des jüdischen Gymnasiums der jüdischen Gemeinde in Pest ernannt. 1922 übernahm er am Rabbinerseminar Budapest den Lehrstuhl des 1913 verstorbenen Wilhelm Bacher und versah diese Stelle bis 1935.
In seinem literarischen Wirken pflegte er hauptsächlich die folgenden Gebiete: Vergleichende Literaturwissenschaft, Folklore, Bezüge zwischen jüdischen Legenden und islamischer Literatur sowie zu frühchristlicher Literatur. Er verfasste zahlreiche Beiträge für die vierbändige Erstausgabe der Enzyklopädie des Islām und für die deutschsprachige Erstausgabe der Encyclopaedia Judaica. In seinen letzten Lebensjahren widmete sich Heller dem Studium der Apokryphen. Er übersetzte das Buch Tobit und die Anhänge zum Buch Daniel ins Hebräische. Zudem verfasste er Beiträge für die Revue des études juives, für The Jewish Quarterly Review und für die Monatsschrift für Geschichte und Wissenschaft des Judentums. Anlässlich des 60. Geburtstages seines Lehrers Ignaz Goldziher im Jahr 1910 widmete er ihm einen Band unter dem Titel Keleti tanulmányok („Orientalistische Studien“) und veröffentlichte 1912 seine ungarische Übersetzung von Goldzihers Vorlesungen über den Islam.
Zu Hellers 70. Geburtstag veröffentlichte sein Schüler Sándor Scheiber 1941 eine Festschrift mit einer Bibliographie seiner Publikationen.

## Schriften (Auswahl)
- Éléments, parallèles et origines de la légende des Sept Dormants. Revue des études juives. Paris 1904 (Digitalisat)
- La légende judéo-chrétienne du Compagnon au Paradis. Revue des études juives. Paris 1908 (Digitalisat)
- Bibliographie des œuvres de Ignace Goldziher; avec une introduction biographique de M. Louis Massignon. (Publications de l’École Nationale des Langues Orientales Vivantes). Imprimerie nationale. Librairie orientaliste Paul Geuthner, Paris 1927 (Digitalisat)
- "Gott wünscht das Herz:" Legenden über einfältige Andacht und über den Gefährten im Paradies. In: Hebrew Union College Annual, Bd. 4, 1927. JSTOR:23502838
- Das hebräische und arabische Märchen. Leipzig 1930
- Die Bedeutung des arabischen ʿAntar-Romans für die vergleichende Literaturkunde. Leipzig 1931